# Paolo Dal Soglio
Paolo Dal Soglio (* 29. Juli 1970 in Schio) ist ein italienischer Kugelstoßer.
1993 wurde er Fünfter bei den Leichtathletik-Hallenweltmeisterschaften in Toronto, gewann Gold bei den Mittelmeerspielen und Silber bei der Universiade und scheiterte bei den Leichtathletik-Weltmeisterschaften in Stuttgart in der Qualifikation. 1994 wurde er Sechster bei den Halleneuropameisterschaften in Paris und Achter bei den Europameisterschaften in Helsinki, 1995 Siebter bei den Hallenweltmeisterschaften in Barcelona und Neunter bei den Weltmeisterschaften in Göteborg.
Einer Goldmedaille bei den Halleneuropameisterschaften 1996 in Stockholm folgte ein vierter Platz bei den Olympischen Spielen in Atlanta. 1997 wurde er Neunter bei den Weltmeisterschaften in Athen und gewann Silber bei der Universiade, 1998 wurde er Fünfter bei den Europameisterschaften in Budapest. Einem sechsten Platz bei den Hallenweltmeisterschaften 1999 in Maebashi folgte ein Aus in der Vorrunde bei den Weltmeisterschaften in Sevilla im selben Jahr und bei den Olympischen Spielen 2000 in Sydney. 2001 wurde er Fünfter bei den Hallenweltmeisterschaften in Lissabon und schied bei den Weltmeisterschaften in Edmonton in der Qualifikation aus. 2002 verzichtete er auf einen Start bei den Europameisterschaften in München, weil seine Frau gerade ihr zweites Kind zur Welt brachte.
Insgesamt wurde er elfmal nationaler Meister im Freien (1994–1996, 1998–2004, 2011) und dreizehnmal in der Halle (1993, 1994, 1996–2004, 2008, 2009).
Paolo Dal Soglio ist 1,90 m groß und wiegt 125 kg. Er startet für die Carabinieri Bologna und wird von Aldo Pedron und Peter Tschiene trainiert.

## Persönliche Bestleistungen
- Kugelstoßen: 21,23 m, 11. September 1996, Grosseto
  - Halle: 21,03 m, 11. Februar 1997, Genua